# Rena Riffel
Pour les articles homonymes, voir Riffel.
Rena Riffel (née le 5 mars 1969 à Los Angeles) est une actrice, chanteuse, danseuse, modèle, écrivain, productrice et réalisatrice américaine. Elle est connue pour ses rôles dans des films tels que Showgirls, Striptease et Mulholland Drive.

## Filmographie

### Comme actrice
- 1988 : Guns of Paradise (série télévisée) : la jeune prostituée
- 1989 : Satan's Princess : Erica Dunn
- 1992 : Freshman Dorm (série télévisée) : Lisa
- 1992 : Sinatra (mini-série) : May Britt
- 1993 : Gunmen : Loomis' Bride
- 1994 : Models Inc. (série télévisée) : Fashion Model
- 1994 : Art Deco Detective : Julie / Meg Hudson
- 1995 : Undercover : Rain
- 1995 : Land's End (série télévisée) : Taffi Bishop
- 1995 : Showgirls : Penny / Hope
- 1996 : Minor Adjustments (série télévisée) : Leslie
- 1996 : Striptease : Tiffany
- 1997 : Married with Children (série télévisée) : Stripper #1
- 1997 : Clueless (série télévisée) : Masseuse #2
- 1997 : Breast Men (téléfilm) : Swimming Pool Girl
- 1998 : Dark Confessions : Erica
- 1998 : MP da Last Don : la danseuse
- 1999 : The Pornographer : Tiffany
- 1999 : Candyman: Day of the Dead : Lina
- 1999 : Smiling Fish & Goat on Fire : Party Girl #2
- 1999 : Shark in a Bottle : la réceptioniste
- 1999 : Singapore Sling : Michelle Drake
- 2000 : Le Caméléon (série télévisée) : Mona Jeffries
- 2000 : Between Christmas and New Year's : Blue
- 2000 : Strip Mall (série télévisée) : Pussy Magnifico
- 2001 : Mulholland Drive : Laney
- 2001 : Spyder Games (série télévisée) : Lydia
- 2002 : Unstable Minds : Pamela
- 2003 : National Lampoon's Gold Diggers : Fantasy Girl
- 2003 : White Slave Virgins : Widow
- 2004 : Wild Roomies : Female Caller
- 2005 : Dante's Cove (série télévisée) : Tina
- 2008 : One, Two, Many : Tiffany
- 2008 : Dark Reel : détective LaRue
- 2008 : No Escape : Brandt
- 2009 : The Making of Gnome Killer 2 (court métrage) : Detective LaRue / Gnome Queen
- 2009 : Caligula's Spawn : Drusilla
- 2009 : Trasharella : Trasharella / Helena Beestrom
- 2010 : The Gertrude Stein Mystery or Some Like It Art : agent Agnès Goddard
- 2010 : Heaven's Muse (court métrage)
- 2011 : Trasharella Ultra Vixen
- 2011 : Showgirls 2: Penny's from Heaven : Penny Slot / Helga
- 2012 : Emmanuelle Through Time: Emmanuelle's Skin City (téléfilm) : Medical Marijuana Emmanuelle
- 2012 : Continuity : Bardot
- 2013 : The Trouble with Barry : Pussy Johnson
- 2013 : Summoned (téléfilm) : l'infirmière en chef
- 2013 : Absolutely Modern : Regina la muse
- 2013 : Exit to Hell : Penny
- 2014 : The Sound of Spying : Marilyn Monroe, Control Vera
- 2015 : Astrid's Self Portrait : Astrid von Star
- 2015 : My Wife is at Home : l'épouse
- 2016 : French Movie : Kiki Montparnasse
- 2016 : Noirland : Elektra Wishnow
- 2017 : Spreading Darkness : Daniella Menzie
- 2018 : The Next Cassavetes : Kylie
- 2018 : Above the High Road
- 2019 : Citizens : l'assistante du Supermodèle

### Comme productrice
- 2000 : Between Christmas and New Year's
- 2009 : The Making of Gnome Killer 2 (court métrage)
- 2009 : Trasharella
- 2010 : The Gertrude Stein Mystery or Some Like It Art
- 2011 : Trasharella Ultra Vixen
- 2011 : Showgirls 2: Penny's from Heaven
- 2015 : Astrid's Self Portrait
- 2016 : Noirland

### Comme scénariste
- 2009 : Trasharella
- 2011 : Trasharella Ultra Vixen
- 2011 : Showgirls 2: Penny's from Heaven
- 2015 : Astrid's Self Portrait
- 2015 : My Wife is at Home

### Comme réalisatrice
- 2009 : Trasharella
- 2011 : Trasharella Ultra Vixen
- 2011 : Showgirls 2: Penny's from Heaven
- 2015 : Astrid's Self Portrait
- 2015 : My Wife is at Home